# ジェラルド・フィンジ
ジェラルド・ラファエル・フィンジ（あるいはフィンジー、Gerald Raphael Finzi, 1901年7月14日 - 1956年9月27日）は、イギリスの作曲家・園芸家。

## 生涯
ロンドンに生まれる。父親はイタリア系、母親はドイツ系だが、どちらもユダヤ人である。フィンジは同世代の中で、イングランドの作曲家の特徴を最も色濃く受け継いだことにより、名ばかりのユダヤ人となっている。不可知論者だったにもかかわらず、聖公会のために、霊感に富み、印象深い合唱曲を遺した。
父親は成功した船舶仲介業者であったが、フィンジが7歳のときに亡くなっている。少年時代は個人教育を受けた。第一次世界大戦中に家族に連れられハロゲイトに転居し、フランク・ブリッジの親友アーネスト・ファーラーに音楽を学ぶが、ファーラーは徴兵され、西部戦線で戦死を遂げる。その訃報にフィンジは心の底から嘆き悲しんだ。この人間形成期に、フィンジは3人の兄弟を喪ったことにも心を痛めた。これらの逆境は荒涼とした人生観を助長したが、トマス・トラハーンや、お気に入りの詩人トーマス・ハーディの詩に慰めを見出し、これらの詩人やクリスティーナ・ロセッティの詩に曲を付け始める。これらの詩人や、後にはワーズワースの詩の中の、純真無垢な子供時代が成年後の経験によって穢されるというモチーフの繰り返しに、フィンジは魅了されたのである。

### 1918年 - 1933年：学習期間と初期作品
ファラーの死後に、ヨーク大寺院オルガニスト兼合唱指揮者のエドワード・ベアストウの個人指導を受ける。ベアストウはファーラーに比べて厳格な教師であった。1922年にベアストウのもとでの学習を終えると、グロスタシャーのペインスウィックに移り、この地でしごく熱心に作曲を始めた。最初のハーディ歌曲集と、管弦楽曲《セヴァーン狂詩曲A Severn Rhapsody 》がロンドンで初演される。1925年にエイドリアン・ボールトの指示によって、対位法をR.O.モリスに師事。その後ロンドンに移り、ハワード・ファーガスンやエドマンド・ラッブラと親交を結ぶ。ホルストやブリス、ヴォーン・ウィリアムズにも引き合わされる。ヴォーン・ウィリアムズのおかげで、1930年から1933年まで王立音楽アカデミー講師の職に就くことができた。

### 1933年 - 1939年：音楽的発展
フィンジはロンドンでは気が休まらず、画家のジョイス・ブラック（愛称ジョイ）と結婚してからバークシャーのオルドボーン（Aldbourne）に落ち着いた。オルドボーンでは作曲活動とリンゴの栽培に専念し、絶滅の危機にあるイングランドの多数の品種のリンゴを保存した。また、約3000点のイギリスの詩や哲学・文学の貴重な書籍を蒐集していたが、それらは現在レディング大学に寄贈されている。
1930年代にはほんの2・3曲しか作曲しなかったが、これらの作品、なかでもトラハーンの詩による《降誕祭Dies natalis 》（1939年）において、成熟期の様式が発達した。フィンジ夫妻は、詩人で作曲家のアイヴァー・ガーニーの作品を、本人に代わって目録にし、校訂し、出版できるようにした。また、イングランドの民謡や古い時代のイギリスの作曲家（たとえばウィリアム・ボイスやジョン・スタンリー、チャールズ・ウェスレーら）の作品を研究して出版した。
1939年にバークシャー、ニューベリー近郊のアシュマンズワースに転居する。フィンジはアマチュア合奏団を結成し、没年までその指揮と、18世紀や現代の弦楽合奏作品の演奏に取り組んだ。この演奏には、ジュリアン・ブリームやケネス・レイトンのような若手音楽家にも、出演や作品提供の機会がもうけられていた。

### 1939年 - 1956年：名声の高まりと死
第二次世界大戦の勃発により、スリー・クワイア・フェスティバルにおける《降誕祭Dies natalis 》の初演が遅れていなければ、大作曲家としての名声を確立することができたかもしれない。フィンジは戦時移送省（the Ministry of War Transport）に勤め、ドイツやチェコスロバキアからの亡命者を自宅に泊めた。戦後は以前よりやや活発に創作し、いくつかの合唱曲のほかに、おそらく最も有名なクラリネットと弦楽のための協奏曲（1949年）が作曲された。
このころには、フィンジの作品がスリー・クワイア・フェスティバルなどで頻繁に上演されるようになった。だがこの幸福は長続きしなかった。1951年に、ホジキンリンパ腫に罹り、長くともあと10年しか生きられないと宣告された。この告知の後のフィンジの感慨は、非常に感動的な最後の大作、チェロ協奏曲（1955年完成）の第1楽章におそらく反映されている。一方、もともと愛妻の音楽的肖像として発想された第2楽章は、非常にのどかである。
1956年にヴォーン・ウィリアムズとグロスター近郊を周遊し水痘にかかるが、これは衰弱していたフィンジの体調にさらなる負担となり、重症の脳の炎症を引き起こした。間もなくオックスフォードの病院でチェロ協奏曲の初演のラジオ放送を聴いた翌日死去した。

## 作品
フィンジの作品は、連作歌曲集が9つあり、そのうちトーマス・ハーディの詩による6つの歌曲集が含まれている。その第1弾《By Footpath and Stile 》（1922年）は、声楽と弦楽四重奏のために作曲されているが、その他のハーディ歌曲はピアノ伴奏である。魅力的なシェイクスピア歌曲を含む曲集《花束を運ばせてほしい Let Us Garlands Bring 》（1942年）は最も有名である。シェイクスピアでは、舞台音楽《恋の骨折り損 Love's Labour's Lost 》（1946年）も作曲した。管弦楽伴奏の声楽曲には、深い神秘性を湛えた（上述の）《降誕祭 Dies natalis 》と、平和主義者らしく《武器よさらば Farewell to Arms 》（1944年）がある。
合唱曲には、人気のアンセム《見よ、満ち足りた最後の生贄 Lo, the full, final sacrifice 》や《神は上れり God is gone up 》だけでなく、《無伴奏のパートソング Seven Unaccompanied Partsongs 》もある。だが、エドマンド・ブランデンの詩による《聖なるセシリアのために For St. Cecilia 》や、ウィリアム・ワーズワースの詩によるカンタータ《神の御告げ Intimations of Immortality 》、ルカ福音書によるクリスマス劇《地には平和 In terra pax 》などの、より大規模な合唱作品も作曲された。
初期の経歴において骨折って器楽曲を書いたにもかかわらず、純粋な器楽曲の数は少ない。ピアノ協奏曲に着手してはみたものの、とうてい完成させることができず、その一つ一つの楽章は、穏やかな《牧歌 Eclogue 》や、バッハへの傾倒を示した精力的な《大幻想曲とトッカータ Grand Fantasia and Toccata 》の素材に転用された。
完成されたヴァイオリン協奏曲は、ロンドンでヴォーン・ウィリアムズの指揮によって初演されるが、フィンジはこの作品を不満に思い、中間楽章（《入祭唱 Introit 》と呼ばれる）を残して、他は撤回してしまう。1999年に再演、録音された。
室内楽曲は数少なく、クラリネットとピアノのための《5つのバガテル》のみがレパートリーに残っている。

## その他の主要作品
- 小管弦楽のための組曲《空騒ぎ》（同名の劇音楽から）
- 弦楽合奏のための前奏曲
- 弦楽合奏のためのロマンス
- 管弦楽のための《夜想曲》Nocturne
- 管弦楽のための《落葉》The Fall of the Leaf
- ピアノと弦楽のためのエクローグ

## 文献
- Banfield, Stephen. Gerald Finzi: An English Composer (Faber, 1997) ISBN 057116269 X
- Dressler, John C. Gerald Finzi: A Bio-Bibliography (Greenwood, 1997) ISBN 0-313-28693-0
- Jordan, Rolf. The Clock of the Years: A Gerald and Joy Finzi Anthology (Chosen Press, 2007) ISBN 978-0-9556373-0-8
- McVeagh, Diana. Gerald Finzi: His Life and Music (Boydell, 2006) ISBN 1-84383-170-8